# 济南县
濟南县，中国隋朝古县名。
隋文帝开皇十六年（596年）分武强县置济南县，治所在今山东省邹平市东北，隶属于齐州。隋炀帝大业二年（606年），并入长山县。